# Baryplegma incisa
Baryplegma incisa är en tvåvingeart som först beskrevs av Wulp 1899.  Baryplegma incisa ingår i släktet Baryplegma och familjen borrflugor. Inga underarter finns listade.